# Domenico Sartori (scultore)
Domenico Sartori (Castione, 1709 – Vò Casaro (ora Vo Sinistro), 1781) è stato uno scultore italiano.

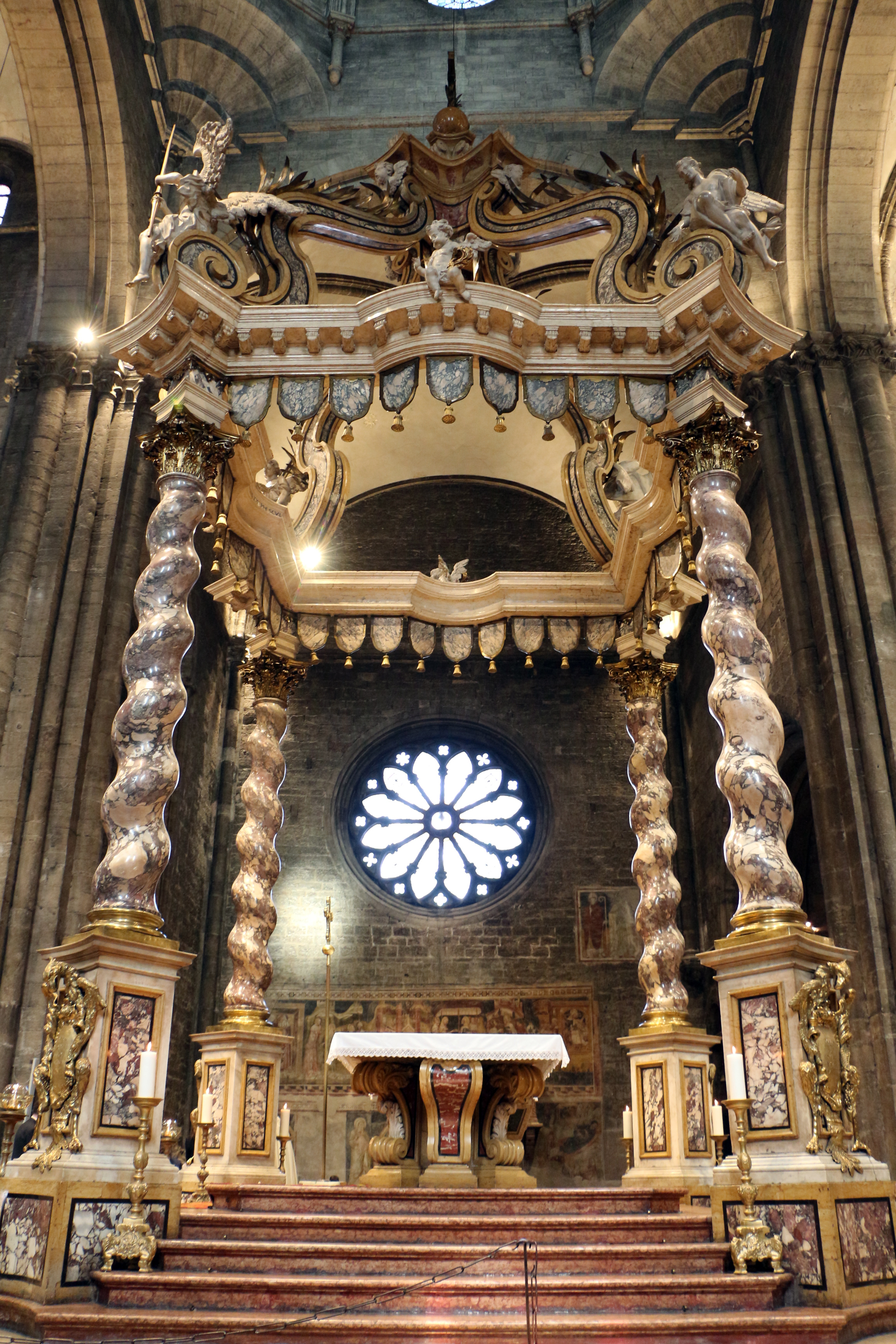
Altare maggiore del Duomo di Trento

È principalmente noto per aver realizzato, nel periodo tra il 1738 e il 1743, l'altare maggiore del Duomo di Trento.

## Biografia e opere
Appartenente alla nota famiglia di lapicidi di Castione attiva fin dal XVI secolo. Fu fratello maggiore di Antonio Giuseppe con cui operò all'inizio insieme con il padre Rocco nella officina di famiglia a Castione. Nel 1736 sposò Domenica di Antonio Petroli originari di Vò Casaro presso Avio.
Il 10 febbraio 1730 sottoscrisse una convenzione che affidò a lui e al padre l'esecuzione dell'altare maggiore del duomo di Trento, da realizzarsi secondo il progetto di Cristoforo Benedetti. A causa di controversie interne al capitolo del duomo, però, i lavori si svolgessero effettivamente solo tra il 1738 e il 1743. Negli stessi anni realizzò con il fratello su disegno di Jacopo Antonio Pozzo l'altare maggiore della chiesa del Carmine di Trento, soppressa nel 1811 e demolita tra il 1828 e il 1829. L'altare è oggi conservato nella chiesa parrocchiale di Civezzano.
Il suo nome, insieme con quello del fratello, compare anche in altri contratti, come quello per la realizzazione dell'altare maggiore di Santa Croce del Bleggio nel 1737, precedentemente affidato a Teodoro Benedetti.
Tra il 1740 e il 1742 costruì l'altare del Rosario per la chiesa arcipretale di San Marco a Rovereto, e quello per la chiesa di San Biagio di Lisignago. Dopo la morte del padre nel 1742 assunse la direzione dell'impresa di famiglia. Con il fratello realizzò nel 1746 l'altare dell'Immacolata per la chiesa di San Barnaba a Mantova. In seguito le vie dei due fratelli si separano dopo che Antonio Giuseppe aveva assunto vari incarichi per l'abbazia di Novacella presso Bressanone.
A metà del Settecento Domenico realizzò gli altari di Santa Teresa e della Sacra Famiglia della chiesa di Santa Maria Maggiore di Trento, originariamente esposti nella chiesa del Carmine. Nel 1755 eseguì la ricostruzione della chiesa del santuario di Monte Albano a Mori. Lavorò soprattutto, a differenza di suo fratello, nel territorio dell'odierna provincia di Trento, ma eseguì anche alcuni lavori sulla sponda veronese del lago di Garda come a Malcesine, dove realizzò l'altare maggiore per chiesa parrocchiale e la canonica. Si ritirò a vita privata intorno al 1760 anche se nel 1770 risultò ancora proprietario di alcune cave a Castione.